# جغد درختی قهوه‌ای
جغد درختی قهوه‌ای (نام علمی: Strix leptogrammica) در هند، بنگلادش، سریلانکا، اندونزی، تایوان و جنوب چین یافت می‌شود. جغد درختی قهوه‌ای یک زادآور ساکن در جنوب آسیا است. این گونه جزئی از خانواده جغدهای معروف به جغدان راستین است که بیشتر گونه‌های جغد را در خود جای داده‌است. این گونه وابسته به سردهٔ جغدهای بی‌گوش Strix است.
از این گونه، ۱۴ زیرگونه وجود دارد.